# عامر العامر
عامر العامر (بالإنجليزية: Amer Al-Amer) لاعب كرة قدم كويتي سابق، لعب في مركز الهجوم ضمن صفوف المنتخب الكويتي، وقد شارك مع الفريق في بطولة كأس آسيا عام 1984.

## المسيرة الدولية
مثّل عامر العامر الكويت في منافسات كأس آسيا 1984، وساهم في تحقيق المنتخب للمركز الثالث في تلك البطولة، وقد تُوّج المنتخب الكويتي بالميدالية البرونزية بعد أداء مميز خلال المباراة النهائية.

## الإنجازات
- كأس آسيا:
  - المركز الثالث: كأس آسيا 1984

## وصلات خارجية
- إحصائيات بطولة كأس آسيا 1984